# Adom Getachew

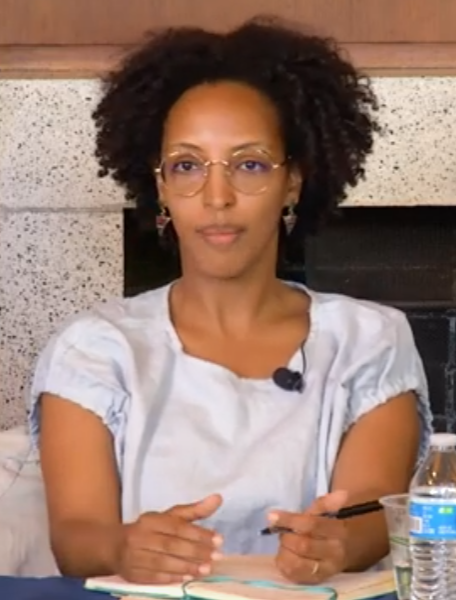
Adom Getachew

Adom Getachew ist eine äthiopisch-amerikanische Politikwissenschaftlerin. Sie forscht und lehrt an der Universität Chicago. Ihr 2019 veröffentlichtes Buch Die Welt nach den Imperien – Aufstieg und Niedergang der postkolonialen Selbstbestimmung war Buch des Jahres des wissenschaftlichen Fachjournals Foreign Affairs und wird international als wichtiges zeitgenössisches Werk der postkolonialen Studien interpretiert.

## Forschung und Lehre
2015 erhielt Getachew ihren Doktorgrad in Politikwissenschaft und African-American Studies von der Yale University. Seit 2016 ist sie Neubauer Family Assistant Professor für Politikwissenschaften an der Universität Chicago und forscht insbesondere zu den Schwerpunkten politische Ideengeschichte und postkoloniale Theorie.

## Auszeichnungen
Im Folgenden eine Auswahl von akademischen Auszeichnungen, die Getachew für ihre Veröffentlichung erhielt:
- First Book Award der American Political Science Association, 2020
- ASA Best Book Prize der African Studies Association, 2020
- J. David Greenstone Book Prize, 2020
- W.E.B. Du Bois Distinguished Book Award, 2020
- Frantz Fanon Prize, 2021

## Schriften (Auswahl)
Monografien
- Die Welt nach den Imperien – Aufstieg und Niedergang der postkolonialen Selbstbestimmung, Suhrkamp, 2022

Beiträge in Sammelwerken
- The Plantation’s Colonial Modernity in Comparative Perspective, The Oxford Handbook of Comparative Political Theory, New York: Oxford University Press, 2019